# Johannes Hermannus Berends
Johannes Hermannus Berends (Utrecht, 4 aprile 1868 – L'Aia, 24 luglio 1941) è stato un vescovo vetero-cattolico olandese.
Con Henricus van Vlijmen è stato uno dei primi vescovi vetero-cattolici a partecipare alla consacrazione di vescovi anglicani dopo la firma degli Accordi di Bonn.

## Genealogia episcopale
La genealogia episcopale è:
- Chiesa cattolica
  - Cardinale Scipione Rebiba
  - Cardinale Giulio Antonio Santori
  - Cardinale Girolamo Bernerio, O.P.
  - Arcivescovo Galeazzo Sanvitale
  - Cardinale Ludovico Ludovisi
  - Cardinale Luigi Caetani
  - Vescovo Giovanni Battista Scanaroli
  - Cardinale Antonio Barberini iuniore
  - Arcivescovo Charles-Maurice le Tellier
  - Vescovo Jacques Bénigne Bossuet
  - Vescovo Jacques de Goyon de Matignon
  - Vescovo Dominique Marie Varlet
- Chiesa Romano-Cattolica olandese del Clero Vetero Episcopale
  - Arcivescovo Petrus Johannes Meindaerts
  - Vescovo Johannes van Stiphout
  - Arcivescovo Walter van Nieuwenhuisen
  - Vescovo Adrian Jan Broekman
  - Arcivescovo Jan van Rhijn
  - Vescovo Gisbert van Jong
  - Arcivescovo Willibrord van Os
  - Vescovo Jan Bon
  - Arcivescovo Johannes van Santen
- Chiesa Vetero-Cattolica
  - Arcivescovo Hermann Heykamp
  - Vescovo Casparus Johannes van Rinkel
  - Arcivescovo Gerardus Gul
  - Vescovo Henricus Johannes Theodorus van Vlijmen
  - Arcivescovo Franciscus Kenninck
  - Vescovo Johannes Hermannus Berends

| Controllo di autorità | VIAF (EN) 290395169 · ISNI (EN) 0000 0003 9565 8907 |